# 皇子山古墳群
皇子山古墳群（おうじやまこふんぐん）は、滋賀県大津市錦織にある古墳群。国の史跡に指定されている（指定名称は「皇子山古墳」）。

## 概要
滋賀県南部、琵琶湖西岸の「皇子山」と称される独立丘陵（標高164メートル）に築造された古墳群である。前方後方墳1基（1号墳）・円墳1基（2号墳）の計2基から構成されるが、これら前期古墳とは別に、一帯では後期古墳の営造もあったと推測される。これまで1964・1970年（昭和39・45年）に発掘調査が実施されたほか、現在は公園として整備・公開されている。
2基の古墳域は、1974年（昭和49年）に「皇子山古墳」の名称で国の史跡に指定された。なお古墳群の東南では、後世に近江大津宮（錦織遺跡）が営まれている。

## 遺跡歴
- 1964年（昭和39年）、発掘調査[2]。
- 1970年（昭和45年）、発掘調査[2]。
- 1974年（昭和49年）12月16日、「皇子山古墳」の名称で国の史跡に指定[3]。
- 1981-1985年（昭和56-60年）、古墳公園として整備[2]。

## 一覧

### 1号墳
皇子山1号墳は、丘陵の最高所に位置する皇子山古墳群の主墳。形状は前方後方墳。
墳丘主軸を南北方向とし、前方部を南方に向ける。墳丘外表では葺石が認められる（現在見る葺石は復元）。墳形は東側（琵琶湖側）が極端に開き、葺石も東側面の方が西側面より丁寧に葺かれることから、湖からの仰望を意識した造りとされる。埋葬施設は、後方部に4基、前方部に1基（粘土槨か）が認められるが、未調査のため詳らかでない。
この皇子山1号墳は、古墳時代前期の4世紀後半頃の築造と推定される。滋賀県域の古墳としては、類例の少ない前方後方墳である点、早い時期の築造の点で注目される古墳になる。被葬者は明らかでないが、和邇氏との関連を指摘する説がある。
1号墳の規模は次の通り。
- 墳丘長：約60メートル
- 後方部幅：約35メートル
- 前方部幅：約28メートル

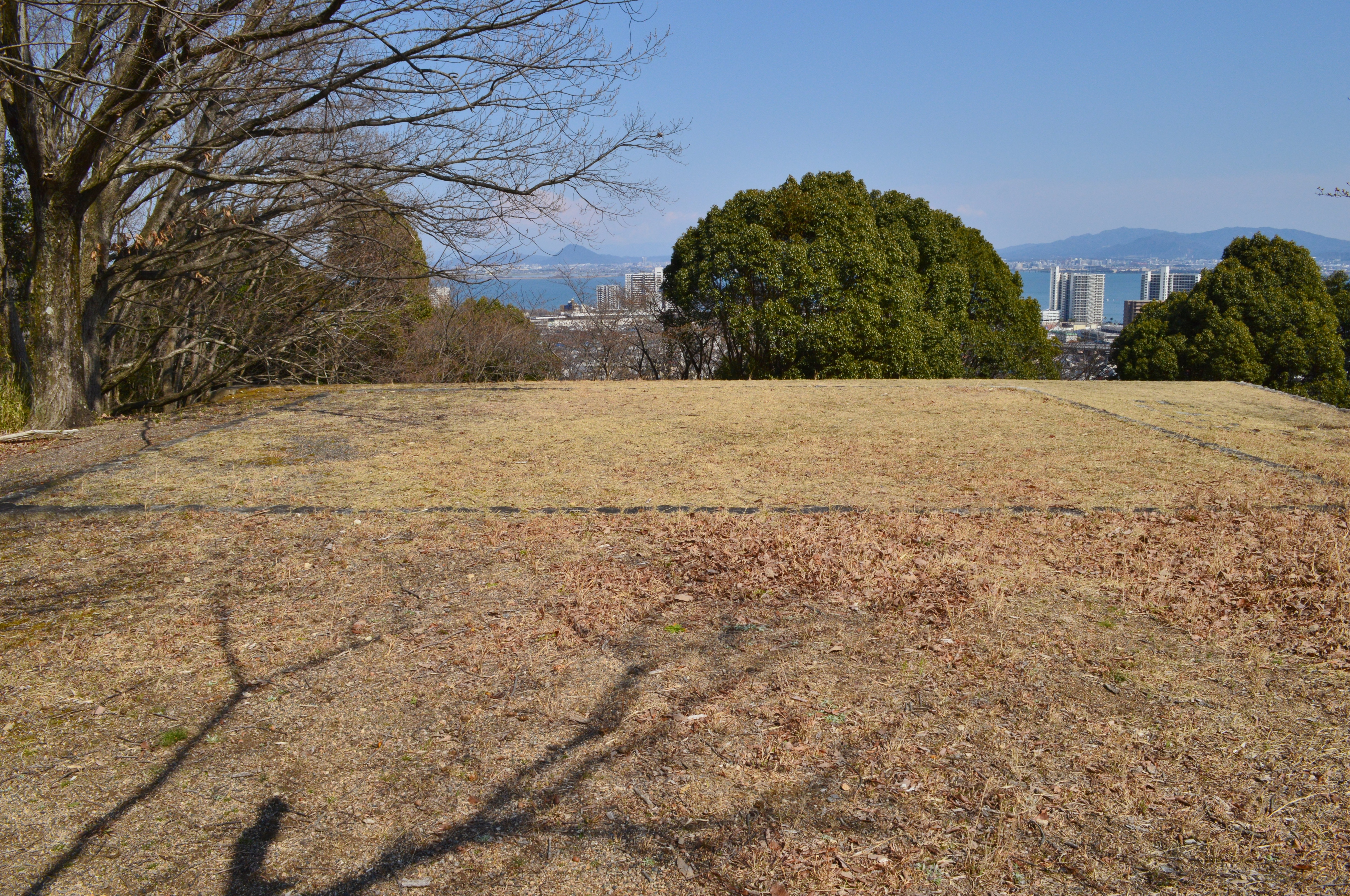
後方部墳頂 手前の区画は後方部埋葬施設。背景は琵琶湖。
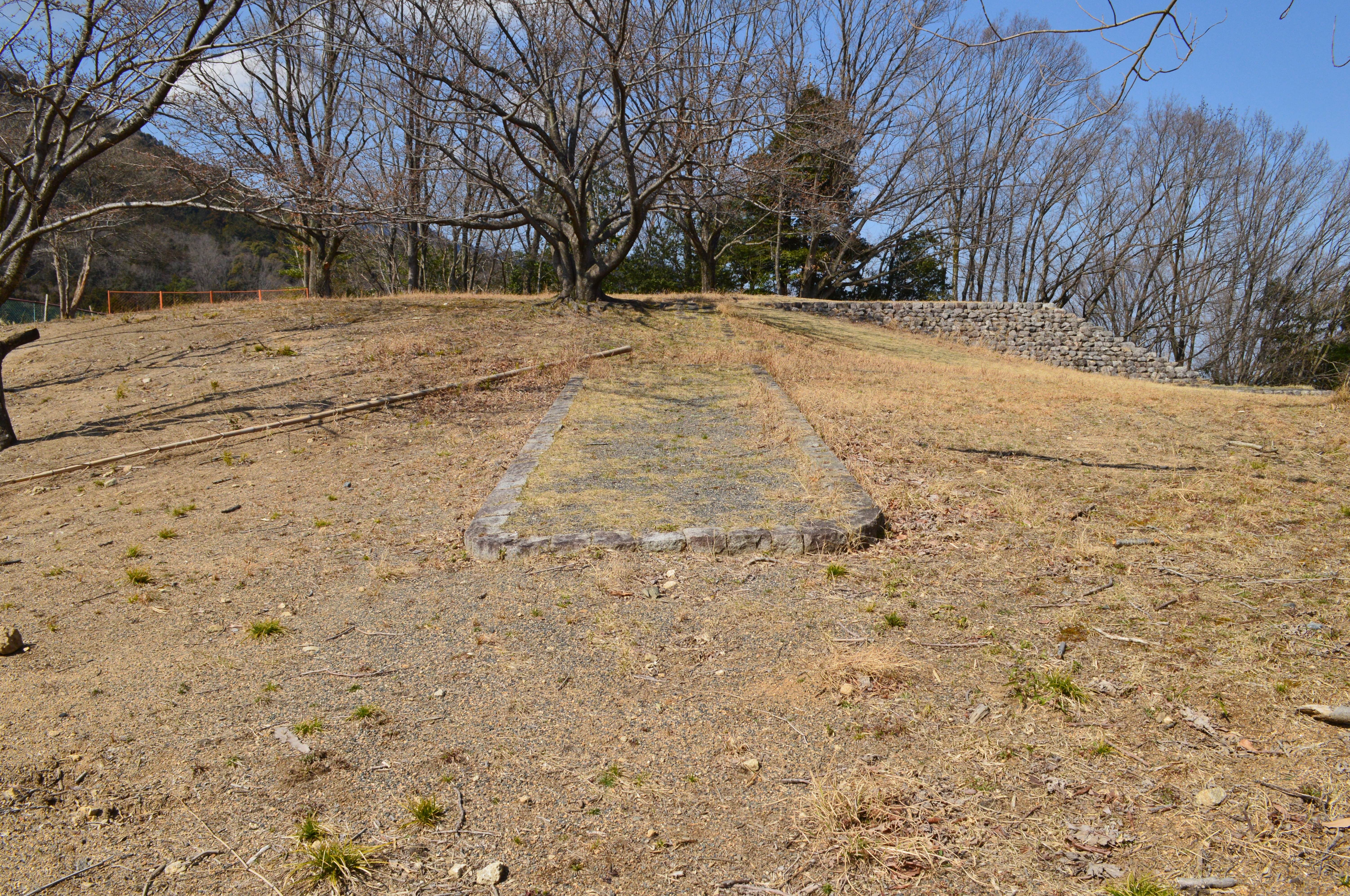
前方部から後方部を望む 手前の区画は前方部埋葬施設。
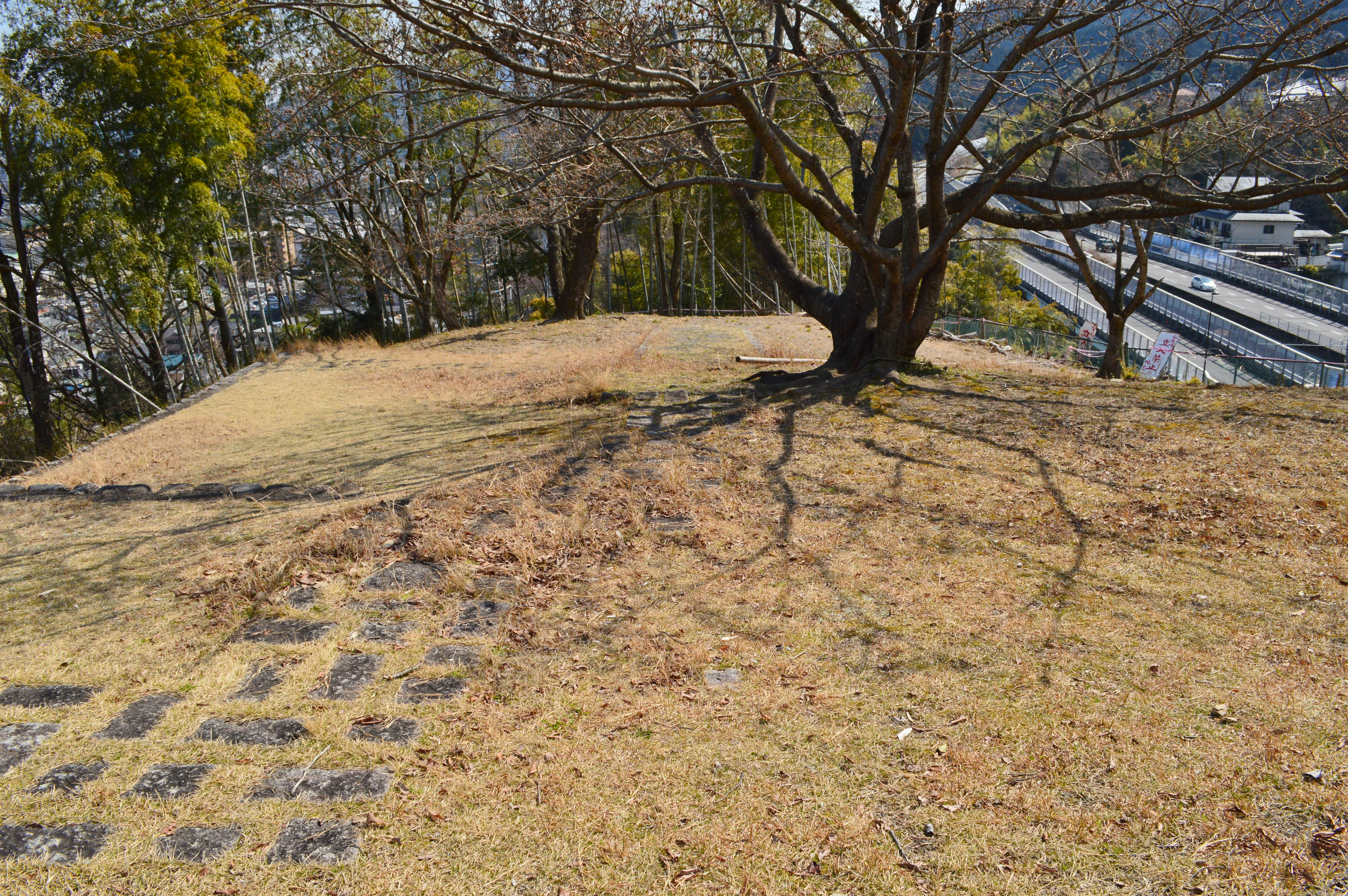
後方部から前方部を望む

|  |  |

### 2号墳
皇子山2号墳は、1号墳から北東の丘陵斜面に位置する。形状は円墳で、直径約20メートルを測る。
発掘調査では、墳丘裾で溝が、墳丘上で土壙3基（埋葬施設か）が検出されている。築造年代は古墳時代前期の3世紀末頃と推定される。

## 文化財

### 国の史跡
- 皇子山古墳 - 1974年（昭和49年）12月16日指定。

## 関連文献
（記事執筆に使用していない関連文献）
- 『皇子山古墳群（大津市文化財調査報告書 2）』大津市教育委員会、1974年。
- 「皇子山古墳」 (PDF)  滋賀県教育委員会事務局文化財保護課、2004年（滋賀県総合教育センター「滋賀県文化財学習シート」）。